# 茅原大墓古墳
茅原大墓古墳（ちはらおおはかこふん/ちはらおおばかこふん）は、奈良県桜井市茅原にある古墳。形状は帆立貝形古墳。国の史跡に指定されている。

## 概要
奈良盆地南東部、三輪山西麓に築造された古墳である。これまでに1995年度（平成7年度）・2008-2012年度（平成20-24年度）に発掘調査が実施されている。
墳形は、前方部が短小な帆立貝形の前方後円形で、前方部を北北東方向に向ける。墳丘長は約86メートル、後円部は直径約71メートルを測る。墳丘は後円部で3段築成、前方部で2段築成。墳丘外表では葺石・円筒埴輪列（壺形埴輪含む）・形象埴輪（家形・盾持人形・蓋形・鳥形埴輪など）が認められるほか、埴輪棺3基が検出されている。特に盾持人埴輪は最古の人物埴輪として注目される。また墳丘周囲には周濠が巡らされ（一部は溜池等として遺存）、前方部北側には渡土堤が認められる。埋葬施設は明らかでなく、副葬品も詳らかでない。
この茅原大墓古墳は、古墳時代中期初頭の4世紀末葉頃の築造と推定される。奈良盆地南東部は、古墳時代初頭-前期の3世紀-4世紀後半代に箸墓古墳を始めとする大王墓群（大和古墳群）が営造された地として知られるが、本古墳の築造頃になると本古墳以外の明確な首長墓は認められないことから、古墳時代の政権勢力の変動を考察するうえで重要視される古墳になる。
古墳域は1982年（昭和57年）に国の史跡に指定されている。

## 遺跡歴
- 1893年（明治26年）、『大和国古墳墓取調書』に「大墓」として記載。
- 1978年（昭和53年）、墳丘測量調査。
- 1982年（昭和57年）12月18日、国の史跡に指定[2]。
- 1995年度（平成7年度）、緊急発掘調査：第1次調査（桜井市教育委員会、2011年に概報刊行、2015年に報告書刊行）[3][4]。
- 2008-2012年度（平成20-24年度）、発掘調査：第2-6次調査（桜井市教育委員会、2011年に概報刊行、2015年に報告書刊行）[3][4]。

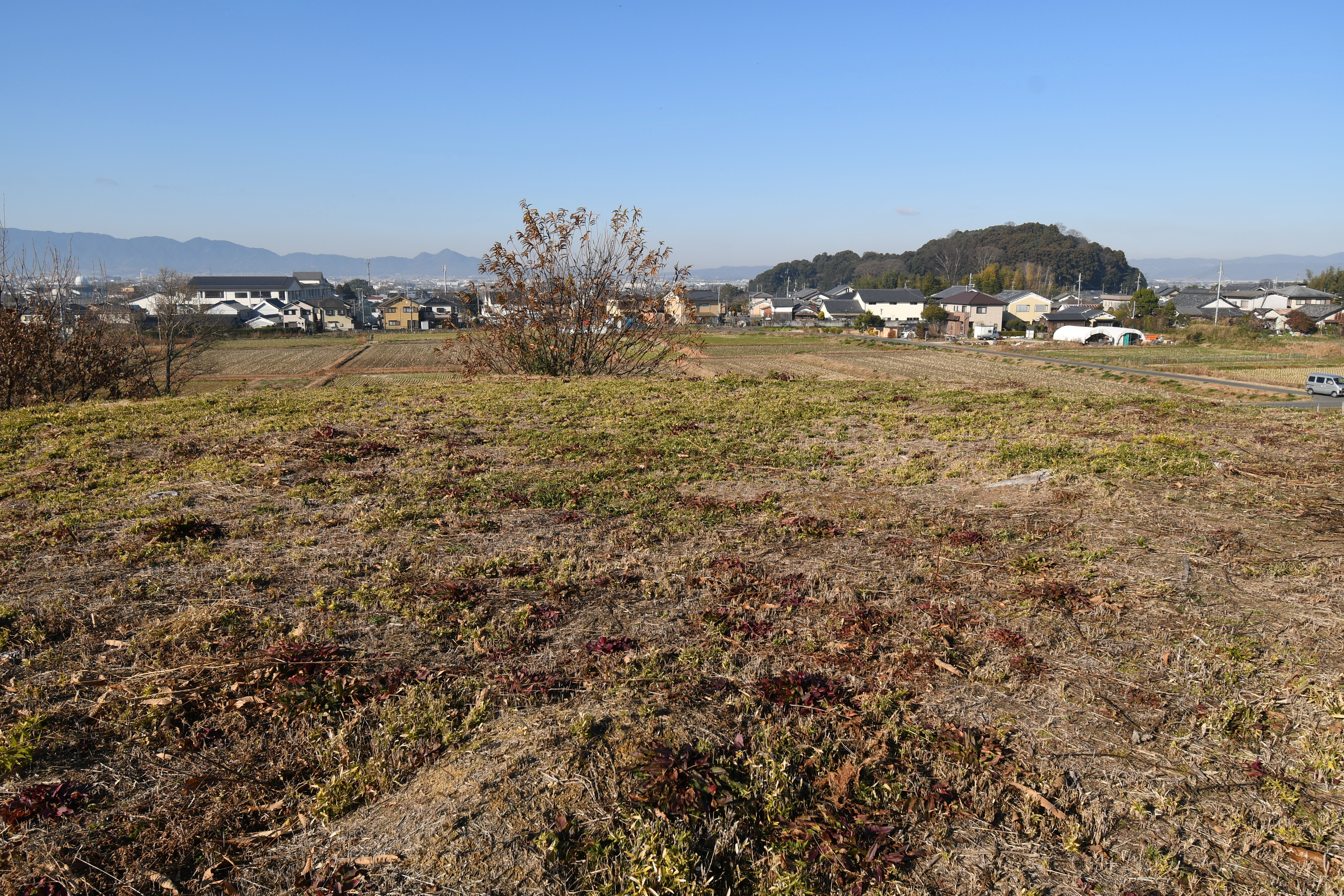
後円部墳頂 背景に箸墓古墳・二上山。
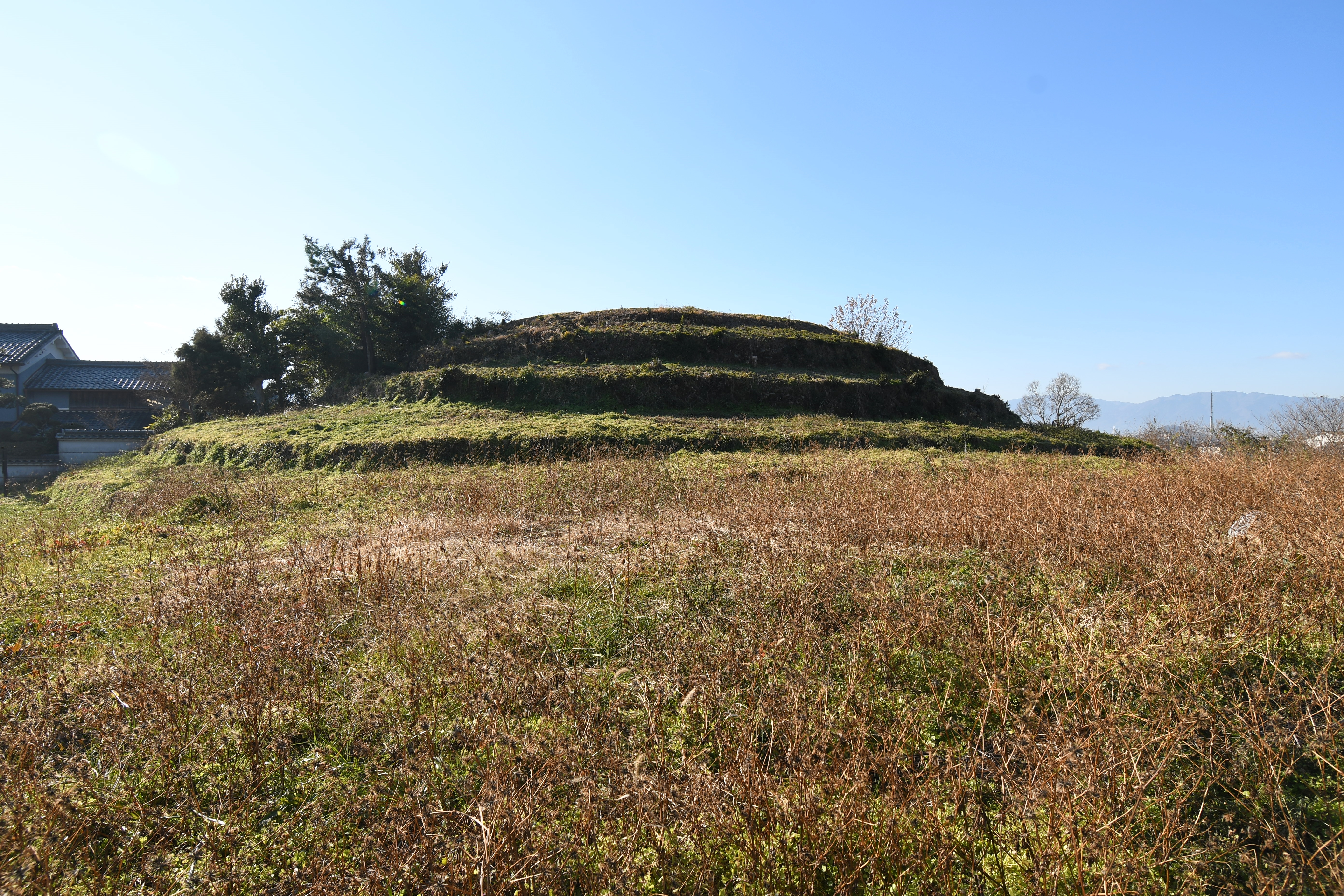
前方部から後円部を望む
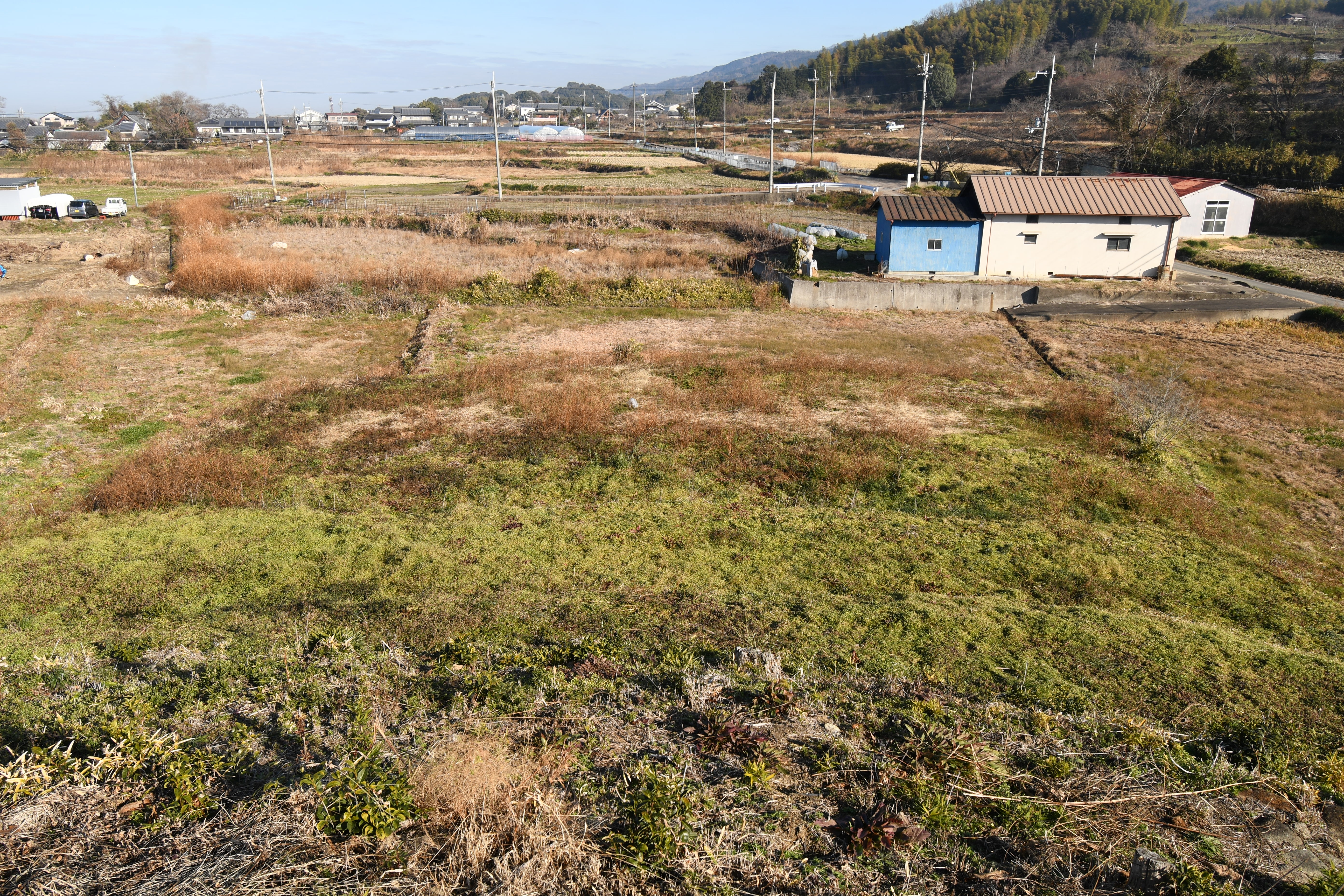
後円部から前方部を望む

## 文化財

### 国の史跡
- 茅原大墓古墳 - 1982年（昭和57年）12月18日指定[2]。